# Terme Suburbane (Ercolano)

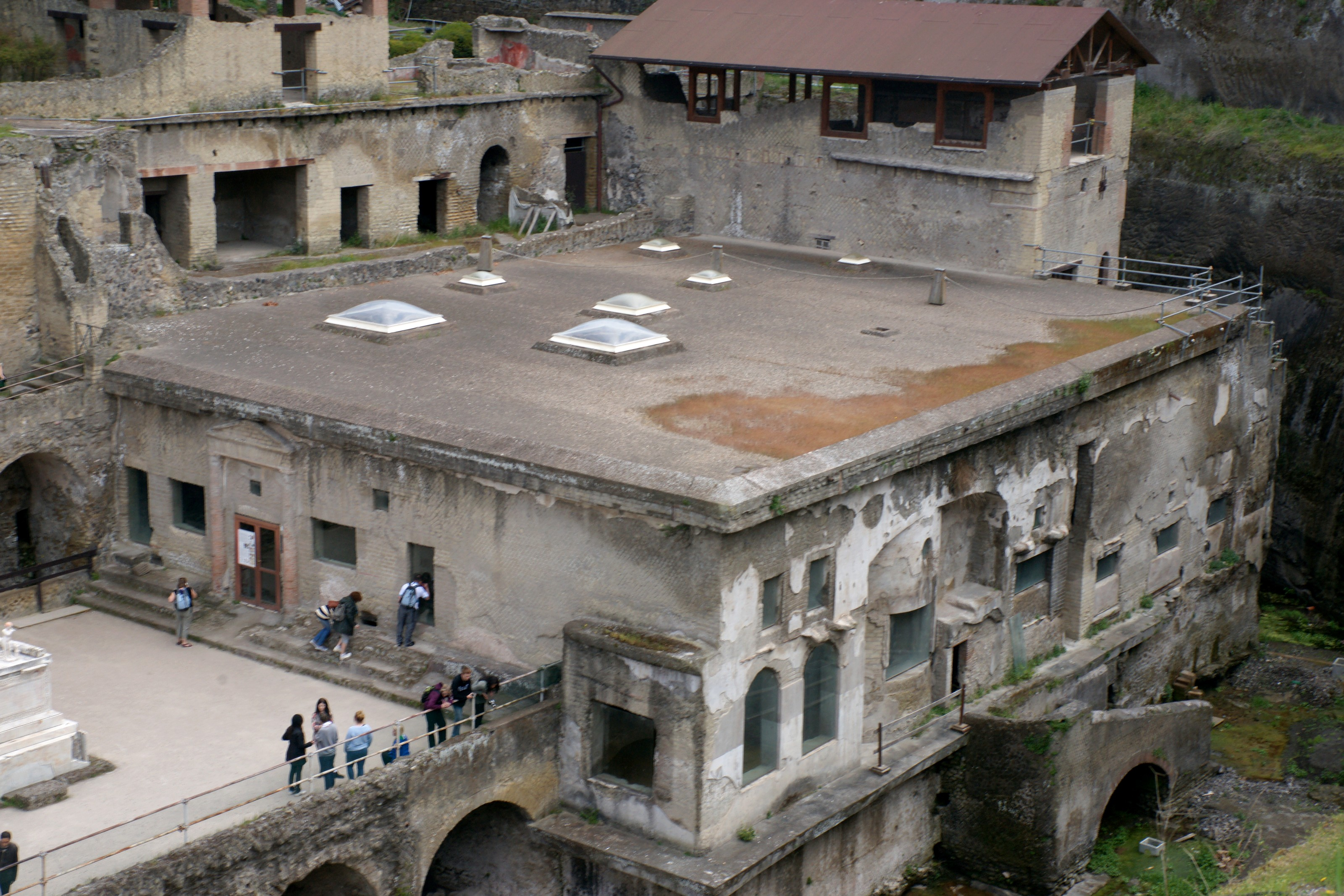
Il complesso delle Terme Suburbane

Le Terme Suburbane sono un complesso termale di epoca romana, sepolte dall'eruzione del Vesuvio del 79 e ritrovate a seguito degli scavi archeologici dell'antica Ercolano: nel loro genere sono uno degli edifici termali meglio conservati in tutto l'Impero Romano..

## Storia e descrizione
Le Terme del Foro vennero edificate all'inizio del I secolo per volere di Marco Nonio Balbo come dono alla città: il luogo prescelto per la loro costruzione fu quello immediatamente vicino alla costa, utilizzando in parte le vecchie mura difensive cadute ormai in disuso. Dopo il restauro dovuto ai danni provocati dal terremoto di Pompei del 62, il complesso venne seppellito sotto una coltre di fango a causa delle colate piroclastiche durante l'eruzione del Vesuvio del 79: venne esplorato alla fine del XVIII secolo dagli archeologici borbonici, mediante cunicoli e riportato alla luce soltanto agli inizi del XX secolo per volontà di Amedeo Maiuri; grazie all'utilizzo di mattoni e cemento le terme subirono pochi danni durante l'evento eruttivo, conservandosi quasi del tutto intatte.

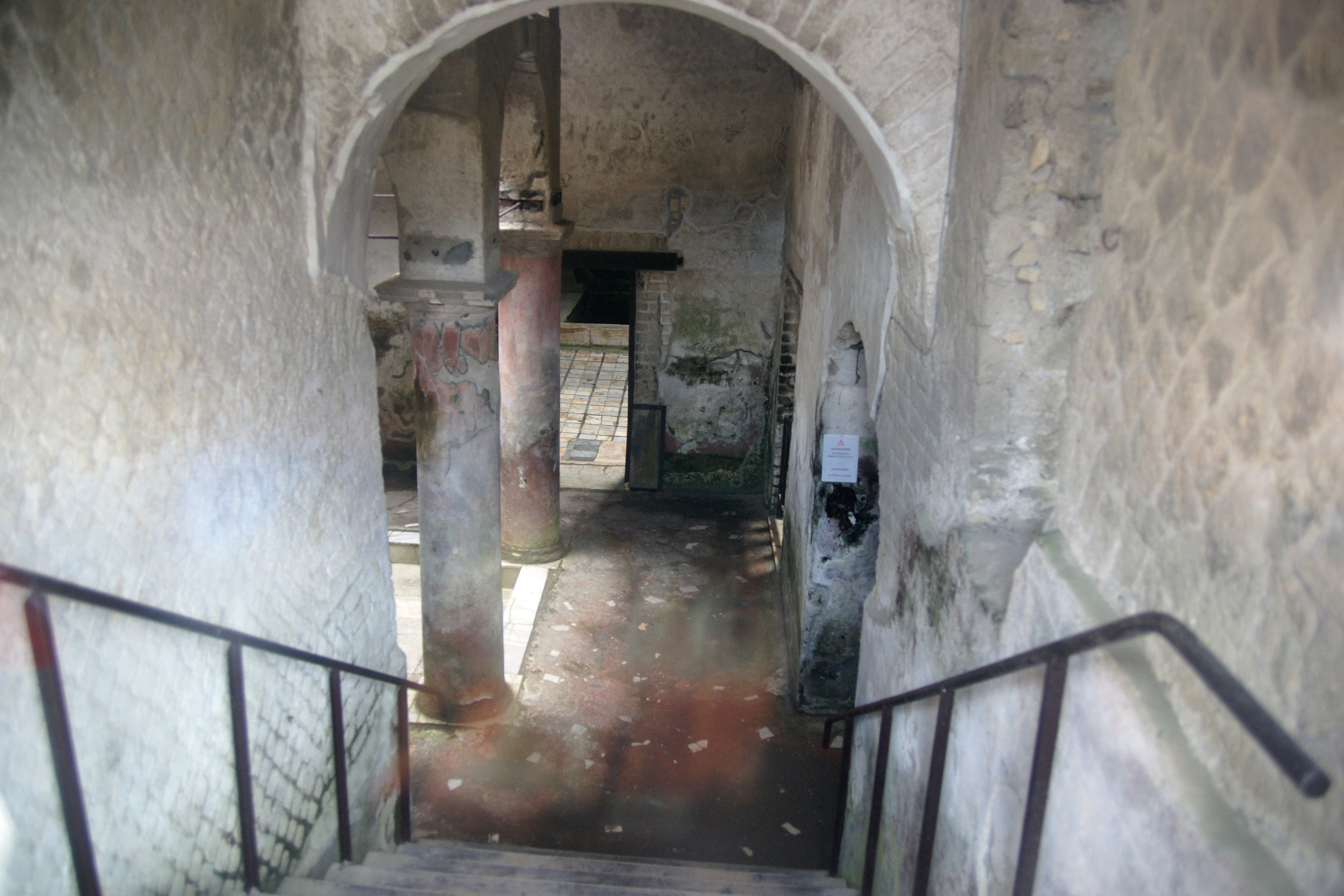
La scala d'ingresso

Le Terme Suburbane sono caratterizzate lungo il loro perimetro da ampie finestre, oltre a otto lucernai posti sul tetto per illuminare l'interno e rispetto alle Terme del Foro non erano divise in sezioni femminili e maschili, ma semplicemente i due sessi entravano ad orari diversi, in quanto dotate di un unico impianto termale. Superato l'ingresso, segnato da due semicolonne sovrastate da un timpano, e percorsa una scala rivestita in legno, si giunge ad un ampio vestibolo, con impluvium centrale decorato con un'erma in marmo raffigurante Apollo, utilizzata come fontana, che gettava acqua in un labrum: le colonne che partono dai lati dell'impluvium terminano poi in una struttura ad archi a tutto sesto. Dal vestibolo è possibile raggiungere tutti gli ambienti delle terme: su di esso affacciano un corridoio che conduce direttamente alla Casa del Rilievo di Telefo e due piccoli ambienti ai lati dell'ingresso con il compito di regolare il flusso di clienti, in particolare in quello di sinistra sono state ritrovate trentacinque tegole bollate, mentre in quello di destra, diviso a sua volta in due stanze più piccole tramite un tramezzo, sono stati rinvenuti mattoni tubulari utilizzati per il passaggio del vapore negli ambienti termali; caratteristici inoltre sul tramezzo alcuni graffiti che ricordano avvenimenti accaduti nelle terme, liste di vivande e citazioni a stampo erotico. Sempre dal vestibolo si raggiunge un piccolo ambiente con caldaia, asportata durante le esplorazioni borboniche, di cui rimane il fondo in bronzo, per il riscaldamento del calidarium ed una stanza probabilmente utilizzata per effettuare massaggi: grandi finestre consentivano la vista direttamente sulla spiaggia, mentre le decorazioni sono lesene stuccate che reggono una trabeazione, sulla quale poggia poi il soffitto a volta, oltre a pavimento in cocciopesto. Dal vestibolo si passa infine agli ambienti termali veri e propri: un ambiente era utilizzato sia come apodyterium e che come frigidarium, rivestito completamente in marmo pavonazzetto e alle pareti affreschi in quarto stile caratterizzati da pannelli in rosso e decorazioni con motivi architettonici, oltre ad una piccola piscina per il bagno freddo. Il tepidarium presenta una volta rivestita in tegole mammate, mentre le pareti, lungo le quali sono installate panche in marmo, sono decorate, separati tramite lesene, con altorilievi in stucco, in quanto più resistenti all'umidità e raffiguranti dei guerrieri nudi. Dal tepidarium si accede sia al calidarium la cui porta d'ingresso conserva ancora il battente in legno e nel quale è possibile osservare, oltre a pannelli in stucco su una zoccolatura in marmo, la forma del labrum nel fango solidificato, dopo essere stata trascinata dalla furia eruttiva, poi ricollocata nella posizione originale nella parte absidale della stanza, che ad un ambiente, con soffitto a volta e pareti stuccate, nel quale è presente una grande piscina riscaldata poggiante su suspensurae; da questa sala si accede al laconicum, di forma circolare con cupola conica, la cui unica decorazione è un mosaico che raffigura una cratere avvolto da tralci d'uva.